# Vormerkstelle
Eine Vormerkstelle ist in Deutschland eine beim Bund und den 16 Ländern eingerichtete Stelle, die der Erfassung von vorbehaltenen Stellen und der Inhaber von Eingliederungs- und Zulassungsscheinen (E- bzw. Z-Schein) der Bundeswehr dient. (§ 10 Abs. 4 Satz 1 Soldatenversorgungsgesetz; SVG) Die Inhaber eines E- oder Z-Scheins bewerben sich bei den Vormerkstellen und sind von diesen nach Eignung und Neigung den Einstellungsbehörden zuzuweisen. (§ 10 Abs. 4 Satz 2 SVG)
Das Bundesministerium des Innern, für Bau und Heimat hat im Einvernehmen mit dem Bundesministerium der Verteidigung durch Rechtsverordnung mit Zustimmung des Bundesrates das Nähere über die Vormerkstelle des Bundes sowie über die Aufgaben der Vormerkstellen der Länder, über die Bewerbung, Erfassung, Zuweisung und Einstellung der Inhaber eines Eingliederungsscheins, eines Zulassungsscheins sowie die Erfassung und Bekanntgabe der vorbehaltenen Stellen in der Stellenvorbehaltsverordnung (StVorV) geregelt. (§ 10a Abs. 2 SVG)

## Aufgaben
Den Vormerkstellen obliegen folgende Aufgaben (§ 5 StVorV):
- Ermittlung der Verwendungswünsche der Eingliederungsberechtigten hinsichtlich der Laufbahn, der Einstellungsbehörde und des Einstellungstermins anhand der Bewerbungen (§ 6 StVorV),
- Prüfung der Eignung hinsichtlich der für die Einstellung geforderten schulischen und beruflichen Vorbildung,
- Zuweisungsvorschläge an die Einstellungsbehörden zur Eignungsfeststellung und Auswahlentscheidung (§ 7 StVorV),
- Zuweisung der Bewerber nach Eignung und Neigung zur Einstellung (§ 8 Abs. 1 StVorV),
- Erstellen einer jährlichen Übersicht über die Anzahl der vorbehaltenen Stellen und der Einstellungen auf vorbehaltene Stellen, getrennt nach Laufbahngruppen und vergleichbaren Vergütungsgruppen des nichttechnischen und technischen Dienstes,
- Erstellen eines Verzeichnisses der Einstellungsbehörden, die in dem Zuständigkeitsbereich der jeweiligen Vormerkstelle dem Stellenvorbehalt unterliegen,
- Freigabe vorbehaltener Stellen für eine anderweitige Besetzung (§ 11 StVorV),
- Überwachen der Stellenmitteilungen (§ 3 StVorV).

## Vormerkstelle des Bundes
Das Bundesverwaltungsamt (Referatsgruppe VM 1) nimmt die Aufgaben der Vormerkstelle des Bundes wahr. (§ 4 Abs. 1 StVorV) 

## Vormerkstelle der Länder
Die Länder richten ihre Vormerkstellen in eigener Zuständigkeit ein. (§ 4 Abs. 2 StVorV) Sie sind bei folgenden Einrichtungen angesiedelt:
| Land                   | Einrichtung                                              | Ort           |
| ---------------------- | -------------------------------------------------------- | ------------- |
| Baden-Württemberg      | Regierungspräsidium Tübingen                             | Tübingen      |
| Bayern                 | Bayerisches Landesamt für Steuern                        | Nürnberg      |
| Berlin                 | Verwaltungsakademie Berlin                               | Berlin        |
| Brandenburg            | Ministerium des Innern und für Kommunales Brandenburg    | Potsdam       |
| Bremen                 | Senator für Finanzen Bremen                              | Bremen        |
| Hamburg                | Personalamt des Senats der Freien und Hansestadt Hamburg | Hamburg       |
| Hessen                 | Regierungspräsidium Gießen                               | Gießen        |
| Mecklenburg-Vorpommern | Staatskanzlei des Landes Mecklenburg-Vorpommern          | Schwerin      |
| Niedersachsen          | Niedersächsisches Ministerium für Inneres und Sport      | Hannover      |
| Nordrhein-Westfalen    | Bezirksregierung Köln                                    | Köln          |
| Rheinland-Pfalz        | Aufsichts- und Dienstleistungsdirektion                  | Trier         |
| Saarland               | Saarländisches Ministerium für Inneres, Bauen und Sport  | Saarbrücken   |
| Sachsen                | Landesdirektion Sachsen                                  | Leipzig       |
| Sachsen-Anhalt         | Landesverwaltungsamt Sachsen-Anhalt                      | Halle (Saale) |
| Schleswig-Holstein     | Ministerium für Inneres, ländliche Räume und Integration | Kiel          |
| Thüringen              | Thüringer Landesverwaltungsamt                           | Weimar        |